# Jiří Kuchler (fotbalista)
Jiří Kuchler (* 21. února 1925 – 18. června 1985) byl český fotbalista, útočník a trenér.

## Fotbalová kariéra
V lize hrál za AC Sparta Praha, ATK Praha a SONP/Baník Kladno. V lize odehrál 129 utkání a dal 70 gólů. Za reprezentační B-tým nastoupil v roce 1952 v 1 utkání a dal 1 gól. V roce 1953 byl druhým nejlepším ligovým střelcem.

## Trenérská kariéra
V lize vedl v letech 1961-1963 Baník Kladno.